# Корин, Александр Дмитриевич
Алекса́ндр Дми́триевич Ко́рин (8 [20] октября 1895, Палех, Владимирская губерния — 2 июня 1986, Москва) — русский и советский живописец и реставратор. Заслуженный деятель искусств РСФСР (1980); член Союза художников СССР.

## Биография
Родился в семье потомственных иконописцев. Брат — Павел Корин, тоже художник.
Сначала учился в иконописной школе Палеха, затем — в иконописной палате при Донском монастыре в Москве. С 1913 по 1914 год Корин по приглашению А. В. Щусева совместно с Д. С. Стеллецким и В. А. Комаровским выполнял образа для иконостаса храма-памятника на Куликовом поле.
Участник Первой мировой войны, с 1915 по 1917 годы воевал на турецком фронте. После демобилизации продолжил образование в московском ВХУТЕМАСе в мастерской И. И. Машкова. В 1923 году вместе с братом Павлом совершил путешествие по русскому Северу: посетили Вологду, Старую Ладогу, Ферапонтов монастырь, Новгород. В 1931—1932 годах по приглашению Максима Горького побывал в Италии, Франции, Германии.
Работал как копиист и реставратор. После Великой Отечественной войны занимался реставрацией картин в Государственном музее изобразительных искусств и Дрезденской картинной галерее; реставрировал фриз В. М. Васнецова «Каменный век» в Государственном историческом музее (1954). Также занимался станковой живописью и графикой, работал с акварелью, писал пейзажи, натюрморты. В выставочной деятельности участвовал крайне редко.
Похоронен на Новодевичьем кладбище (уч. 10).
На доме на улице Арбат, 23, где жили Павел и Александр Корины, установлена памятная табличка. В период с 5 апреля по 29 апреля 2001 года в Государственной Третьяковской галерее прошла персональная выставка А. Д. Корина.